# Арсаль
Арсаль (также транскрибируется как Аарсаль, Эрсаль или 'Ирсаль) (араб. عرسال‎) — город, расположенный к востоку от Лабвеха, в 124 километрах (77 милях) к северо-востоку от Бейрута, в районе Баальбек мухафазы Бекаа в Ливане. Конфессиональный состав населения — в основном, мусульмане-сунниты.
Это - традиционный город, расположенный на склонах Антиливана. Город известен народным промыслом — ручным ковроткачеством. Одно из немногих мест Антиливана, где достаточно воды. В рекламном буклете ливанского министерства туризма утверждается, что название Арсаль или Эрсаль в переводе с арамейского языка означает "Престол Божий" . Буклет упоминает многочисленные исторические памятники на соседних холмах и древних крепостных сооружения в соседнем Вади аль-Туне.

## Гражданская война в Сирии
17 сентября 2012 сирийский истребитель-бомбардировщик запустил три ракеты на 500 метров (1,600 футов) через границу на территорию Ливана, снаряд упад около Арсаля. Предполагалось, что самолеты преследовали в этой местности мятежников, которые могли пересечь границу. Нападение побудило ливанского президента Мишеля Слеимена начать расследование, хотя он и не стал публично обвинять Сирию в этом инциденте.
22 сентября 2012 группа вооруженных членов Свободной Сирийской Армии напала на пограничный пост около Арсаля. Это, как сообщалось, было вторым вторжением на территорию Ливана из Сирии в течение недели. Члены группировки были вытеснена в горы ливанской армией, которая задержала и позже освободила некоторых мятежников по требованию местных жителей. Мишель Сулейман высоко оценил меры, принятые вооруженными силами как способствующие сохранению нейтрального статуса Ливана по отношению к "чужим конфликтам". Он обратился к жителям пограничных районов с призывом "поддерживать свою армию и помогать ей". Сирия неоднократно призывала к усиленному применению суровых мер в отношении мятежников, выдачи которых она требует, и которые скрываются в ливанских пограничных городах.
1400 детей-беженцев, спасающихся от  сирийской гражданской войны были перемещены в город, где школы могут принять только сто учащихся. Эта ситуация наглядно показывает, усугубляющийся кризис, который может привести к коллапсу системы образования в Бекаа.
2 февраля 2013 военнослужащие ливанской армии попали в засаду городе при попытке арестовать Халеда Хомейеда. Два офицера были убиты, и были ранены много солдат. Хомейед, как полагают, был связан с организацией Фатх-аль-Ислам, которая несет ответственность за многие нападения на ливанскую армию, приведшие к гибели людей, а также похищение семи эстонцев в 2011. Он, как также полагают, является активным членом Свободной Сирийской Армии. Городские жители отказались сотрудничать с армией и не указали местонахождение бандитов, которые были ответственны за засаду.
В августе 2014 ИГИЛ и их союзники начали полномасштабное вторжение, и началась "Битва за Арсаль". Битва продолжалась пять дней, прежде чем боевики были сданы Сирии.